# Hünningen (Ense)
Hünningen – dzielnica (Ortsteil) wiejskiej gminy Ense w powiecie Soest, w kraju związkowym Nadrenia Północna-Westfalia, w rejencji Arnsberg.

## Demografia
Według danych z 2000 roku w Hünningen mieszkało 507 mieszkańców. Liczba ta stopniowo wzrastała lub się zmniejszała; 509 (2005), 485 (2010), 498 (2015), 465 (2020). Według spisu ludności z lipca 2024 roku, w Hünningen mieszkało 473 mieszkańców.

## Geografia
Dzielnica Hünningen położona jest we zachodniej części Ense i graniczy z czterema dzielnicami: Waltringen, Bremen, Lüttringen i Höingen.

## Historia

### Reorganizacja gmin
W ramach reorganizacji gmin 1 lipca 1969 roku Hünningen wraz z 13 innymi miejscowościami stało się częścią nowej gminy Ense.

## Edukacja
Według danych z 2022 roku na terenie Lüttringen znajduje się obiekt komunalny "Familienzentrum Lummerland", z którym współpracuje dzielnica Hünningen. Na terenie wiejskiej gminy Ense leżą trzy szkoły podstawowe. Uczniowie z Hünningen uczęszczają do "Die kath. Grundschule Fürstenbergschule".